# Renault Gamme B
La Gamme B ou Messenger de Renault est une série de petits camions à roues arrière motrices utilisant la cabine du Master I avec un châssis à longerons et des roues arrière jumelées, pour un P.T.A.C. allant de 3,5 à 6,5 tonnes. Ils sont fabriqués à partir d'octobre 1982 à Batilly en Lorraine par Renault Véhicules Industriels (R.V.I.) qui deviendra Renault V.I. en 1992.
Une version 4x4 de ces véhicules sera proposée aux armées et aux services publics comme les Pompiers ou encore EDF par exemple.

## Variantes
Ces véhicules existeront en version camionnette tôlée de deux longueurs différente en version normal et rallongée avec ou sans rehausse de toit en fibre de verre.
D'autres versions existent en châssis cabine, équipé de bennes / ridelles ou tout autre équipements.

## Motorisations et transmissions
Les Renault Gamme B sont équipés des moteurs SOFIM 8140 montée en injection directe.
Sur ce montage, les culasses sont dépourvues de bougies de préchauffage et seul un réchauffeur de gazole est présent sur le filtre à carburant pour les démarrages hivernaux.
Contrairement par exemple aux versions SU8 des Renault Master, eux-mêmes basés sur des blocs 8140, mais coiffée d'une culasse différente à injection indirecte (avec bougies de préchauffage).
C'est la puissance de la motorisation en cheval vapeur qui donne son nom aux B70, B80, B90, B110 puis enfin B120. Même si ces moteurs restent pratiquement identiques, des variantes mineures existent.
C'est par le biais des périphériques que se joue la différence. Avec l’ajout d'un turbo puis d'un intercooler accompagné d'injecteurs et de pompes à plus gros débit qui permettent de gagner en puissance au fil des années jusqu’à atteindre les 118 ch du B120 tout en conservant la cylindrée soit de 2.5L ou 2.8L indépendamment du bloc moteur utilisé en jouant sur la taille du turbo par exemple.
Sur les B120, ainsi que les versions les plus récentes du B110, Un système de bougie Flamstart a été rajoutée sur l'admission d'air afin de faciliter les démarrages par temps froid.
Accouplé à une boîte de vitesses ZF ( ZF S 5.18 pour le B70 et B80 puis ZF S 5.24 pour tous les autres) à 5 rapports.
Les commandes des rapports sont inversées en miroir (la marche arrière se trouve à la place de la première vitesse par rapport à une auto conventionnelle). Ces boîtes ont l'avantage de comporter la possibilité d'ajouter une prise de force (ex. : Pederzani 743.AM ou N 243B, par exemple), qu'il est possible d'exploiter pleinement grâce à une commande de verrouillage du régime moteur à droite du volant.
La transmission de l'effort aux roues se fait à l'aide d'un pont arrière à simple réduction. Deux possibilités existent cependant, l'un avec le pont type 569 et l'autre avec le modèle type 669. Ce dernier équipe les versions 6,5T et peut bénéficier en option d'un blocage de différentiel mécanique.

## Évolutions
La production commence en 1982 avec les B70 (Diesel 72 ch) qui succèdent au Renault SG3 et ira jusqu’aux B120 (Diesel 118 ch). Ces camions possèdent désormais un essieu avant rigide avec des ressorts à lames et des amortisseurs hydrauliques ainsi qu'un freinage assisté avec des disques de freins avant ventilés à l'avant et des tambours à l’arrière.
Le pare-brise feuilleté, le feu de recul, le feu arrière de brouillard et les barres latérales anti-encastrement sont de série. Alors que la direction assistée reste une option.
Ces caractéristiques techniques plutôt rustiques font du Renault B un véhicule robuste particulièrement bien adapté aux environnements difficiles tels que les métiers du bâtiment et des travaux publics. comme en fait état ces publicités de 1987.

### La Phase 2
En 1993, elle apporte un restylage de la face avant, avec une nouvelle calandre et une entrée d'air profilée sur le capot. C'est à ce moment que la Gamme B prend également le surnom de « Messenger ». Les B70 et 80 disparaissent du catalogue au profit des B90, 110 et 120.

## Production
- En 1986[2], le B70 est épaulé par le B90 Turbo de 92 ch[3].
- En 1986[2], en partenariat avec Hurth, Renault teste une version 4x4 (4 roues motrices).
- En 1987[2], en partenariat avec Ponticelli, Renault lance une version 4x4 (4 roues motrices) jusqu'en 1992.
- En 1990, R.V.I. lance une du version 4x4 (4 roues motrices) produite jusqu'en 1999.
- Pour 1991, le B70 et le B90 Turbo deviennent le B80 de 76 ch et le B110 Turbo de 106 ch[3].
- Pour 1992[4], le nouveau B120 Turbo Intercooler intéresse les services de messagerie.
- Pour 1993, la gamme B bénéficie d'une Phase 2 et prend l'appellation Messenger[3].
- En 1999, le Messenger est remplacé par le Renault Mascott[3].